# Lou Reed (album)
Lou Reed è il primo album solista del cantante e chitarrista statunitense Lou Reed, pubblicato nel 1972 dopo il suo abbandono dei Velvet Underground.

## Descrizione
Pubblicato due anni dopo l'uscita di Lou Reed dai Velvet Underground, l'album contiene otto canzoni scritte ai tempi del gruppo e ri-registrate e rielaborate per l'occasione, più due canzoni nuove, Going Down e Berlin (che in seguito verrà modificata e inserita come title track del suo disco del 1973, Berlin).
Dopo il suo ritiro dalla band, Reed si era autoesiliato dal mondo della musica; tornato per un periodo a vivere a casa dei suoi genitori, accettò la proposta di suo padre di lavorare nella ditta di famiglia in qualità di dattilografo, ma resistette solo una settimana. Passò un periodo di forte esaurimento nervoso dovuto ai fallimenti commerciali passati come membro dei Velvet Underground, ma nel 1971, a svegliarlo da questo torpore ci pensò Richard Robinson, produttore discografico della RCA, che si era messo in testa di far tornare in pista Lou e di rivitalizzare la sua carriera. Il suo album di debutto da solista era circondato da forti aspettative e curiosità, ma il risultato si dimostrò un fallimento commerciale e di critica. All'inizio Lou Reed vendette circa settecento copie, un risultato imbarazzante per un artista della levatura del rocker newyorkese. Al disco venne rimproverata la produzione scarna e sciatta e l'interpretazione dei brani da parte di Lou che sfiguravano se messi a confronto con i suoi pezzi dei Velvet Underground.

### Copertina
Per la foto di copertina, Reed scelse una illustrazione di un uccello accanto a un uovo d'oro e pietre preziose, disegnata dallo stesso autore delle copertine dei libri di Raymond Chandler, Tom Adams.

## Critica
| Recensione                                 | Giudizio |
| ------------------------------------------ | -------- |
| AllMusic                                   | [ 4 ]    |
| Chicago Tribune                            | [ 5 ]    |
| Christgau's Record Guide                   | B+       |
| MusicHound Rock: The Essential Album Guide | [ 7 ]    |
| The Rolling Stone Album Guide              | [ 8 ]    |
| Piero Scaruffi                             | 6/10     |

Su Village Voice, Robert Christgau gli diede B+, ma aggiunse che era meno impegnato dei Velvet, meno monolitico e, in definitiva, un disco inutile.
Nick Kent su NME definì l'album una delle uscite più deludenti del 1972; Lester Bangs si dichiarò deluso e aggiunse un ironico «Non è certo Édith Piaf». Sterling Morrison, ex compagno di Reed nei Velvet Underground, affermò di essere "inorridito" nel sentire come Reed aveva rovinato le canzoni già provate con la band.
Alla fine lo stesso Lou Reed disse di ritenersi insoddisfatto del risultato finale, sebbene l'album non gli dispiacesse, ammise che "c'erano moltissime lacune, e molte altre cose che non dovrebbero esserci".

## Tracce

### Lato A
1. I Can't Stand It - 2:38
2. Going Down - 2:58
3. Walk And Talk It - 3:40
4. Lisa Says - 5:35
5. Berlin - 5:17

### Lato B
1. I Love You - 2:21
2. Wild Child - 4:42
3. Love Makes You Feel - 3:14
4. Ride Into The Sun - 3:17
5. Ocean - 5:06

## Formazione
- Lou Reed - voce, chitarra
- Brian Odgers - basso
- Caleb Quaye - chitarra acustica, chitarra elettrica, pianoforte
- Steve Howe - chitarra elettrica
- Paul Keogh - chitarra acustica, chitarra elettrica
- Rick Wakeman - pianoforte
- Les Hurdle - basso
- Clem Cattini - batteria
- Helene Francois, Kay Garner - cori